# リパブリックエアウェイズ・ホールディングズ
リパブリックエアウェイズ・ホールディングズ（英語: Republic Airways Holdings）は、インディアナ州、インディアナポリスに本社を置く航空持株会社である。傘下にリパブリック航空などを持つ。

## リパブリック航空
リパブリック航空はインディアナ州インディアナに本社があり、おもに小型旅客機のエンブラエルE170と175を使う地域航空会社である。前身の航空会社（Chautauqua Airlines）が1973年の創立で、1998年にリパブリック・エアウェイズ持ち株会社を設立して、名称もリパブリック航空と変えた。ただし、1980年代のリパブリック航空とは何の関係もない。
その後、リパブリック・エアウェイズ持ち株会社は2004年にNASDAQに上場して、IPOを募集した。2016年2月に連邦倒産法第11章の適用を申請したが、翌2017年4月には立ち直っている。